# Moosonee
Moosonee är en ort i Kanada.   Den ligger i provinsen Ontario, i den östra delen av landet, 700 km nordväst om huvudstaden Ottawa. Moosonee ligger 10 meter över havet och antalet invånare är 1 725. Moosonee Airport ligger nära orten.
Terrängen runt Moosonee är mycket platt. Havet är nära Moosonee österut. Trakten runt Moosonee är nära nog obefolkad, med mindre än två invånare per kvadratkilometer.. Det finns inga andra samhällen i närheten. 